# تپه خولینه
تپه خولینه مربوط به دوران پیش از تاریخ ایران باستان است و در شهرستان شاهین دژ، بخش مرکزی، روستای خولینه واقع شده و این اثر در تاریخ ۱۴ مرداد ۱۳۸۲ با شمارهٔ ثبت ۹۴۲۳ به‌عنوان یکی از آثار ملی ایران به ثبت رسیده است.